# The Gathering Storm (téléfilm, 2002)
Cet article concerne le téléfilm de 2002. Pour le téléfilm de 1974, voir The Gathering Storm.

The Gathering Storm est un téléfilm biographique en coproduction télévisée britannique (BBC) et américaine (HBO) réalisé par Richard Loncraine et diffusé en 2002. Le titre du film reprend celui du premier volume de l'ouvrage de Churchill The Second World War et raconte la vie politique et familiale de Winston Churchill sur la période allant de 1934 à 1939.
Le scénario du film est signé par Hugh Whitemore et Larry Ramin qui leur vaut de remporter le meilleur scénario pour une mini-série ou un téléfilm. Parmi les producteurs se retrouvent Ridley Scott et Tony Scott.

## Synopsis
Le film débute en 1934 une des années les plus sombres de Winston Churchill. Il se bat pour finir la biographie de son ancêtre  John Churchill (1er duc de Marlborough),et espère que cela lui permettra d'être plus à l'aise financièrement. Pour l'heure, son épouse  lui reproche leur difficulté financière. Lui craint d'être passé à côté de son destin. À la chambre des communes, il n'est plus qu'un député lambda (backbencher) qui cherche à provoquer un débat sur le réarmement de l'Allemagne et la politique d'apaisement
Churchill est aussi déçu par le comportement de son fils  Randolph Churchill ce qui aggrave encore les disputes avec sa femme qui part pour un long voyage à l'étranger. Churchill est anéanti et se réfugie dans ses loisirs préférés : la peinture, le travail manuel (la maçonnerie) autour de la maison familiale.
Sa femme finit par revenir et un jeune fonctionnaire Ralph Wigram (Linus Roache) inquiet de la montée en puissance de l'aviation allemande (Luftwaffe) prend sur lui d'avertir Churchill qui peu après utilise ses informations pour attaquer le premier ministre  Stanley Baldwin (Derek Jacobi). Le film montre ensuite quelques années plus tard un Churchill, plus à l'aise financièrement  revenant au gouvernement comme Premier Lord de l'amirauté

## Distribution
- Albert Finney : Winston Churchill
- Vanessa Redgrave :  Clementine "Clemmie" Churchill
- Jim Broadbent : Desmond Morton
- Linus Roache : Ralph Wigram
- Lena Headey :  Ava Wigram
- Derek Jacobi :  Stanley Baldwin
- Ronnie Barker :  David Inches
- Tom Wilkinson : Sir Robert Vansittart
- Celia Imrie : Violet Pearman
- Hugh Bonneville : Ivo Pettifer
- Gottfried John : Friedrich von Schroder
- Anthony Brophy :  Brendan Bracken
- Edward Hardwicke : Mr. Wood
- Tom Hiddleston :  Randolph Churchill
- Tim Bentinck :  John Churchill (1er duc de Marlborough), l'ancêtre glorieux
- Dolly Wells :  Sarah Churchill
- Emma Seigel : Mary Churchill
- Nancy Carroll :  Diana Churchill